# Spoorlijn Gretz-Armainvilliers - Sézanne
De Spoorlijn Gretz-Armainvilliers - Sézanne is een Franse spoorlijn van Gretz-Armainvilliers naar Sézanne. De gedeeltelijk opgebroken lijn was in totaal 93,3 km lang en heeft als lijnnummer 002 000.

## Treindiensten
De SNCF verzorgt het personenvervoer op dit traject Transilien en RER treinen.
| Serie   | Treinsoort        | Route | Bijzonderheden |
| ------- | ----------------- | --- | -------------- |
| Trans P | Transilien (SNCF) | [ Paris Est – [ Esbly – Meaux ] / [ Meaux – [ Château-Thierry ] / [ La Ferté-Milon ] ] / [ [ Coulommiers ] / [ Provins ] ] ] / [ Esbly – Crécy-la-Chapelle ] |                |
| RER E   | RER (SNCF)        | Nanterre-La Folie – La Défense – Neuilly - Porte Maillot – Haussmann Saint-Lazare – Magenta – Noisy-le-Sec – [ Gagny – Chelles-Gournay ] / [ Nogent - Le Perreux – Villiers-sur-Marne - Le Plessis-Trévise – Émerainville - Pontault-Combault – Gretz-Armainvilliers – Tournan ] |                |

## Aansluitingen
In de volgende plaatsen is of was er een aansluiting op de volgende spoorlijnen:
Gretz-Armainvilliers
RFN 001 000, spoorlijn tussen Paris-Est en Mulhouse-Ville
Tournan
RFN 226 318, raccordement van Tournan
Marles-en-Brie
RFN 956 000, spoorlijn tussen Paris-Bastille en Marles-en-Brie
Esternay
RFN 003 000, spoorlijn tussen Longueville en Esternay
RFN 004 000, spoorlijn tussen Mézy en Romilly-sur-Seine
Sézanne
RFN 010 000, spoorlijn tussen Oiry-Mareuil en Romilly-sur-Seine

## Elektrische tractie
De lijn werd in gedeeltes geëlektrificeerd met een spanning van 25.000 volt 50 Hz. Van Gretz naar Tournan in 1973 en van Tournan naar Coulommiers in 1992.

## Galerij

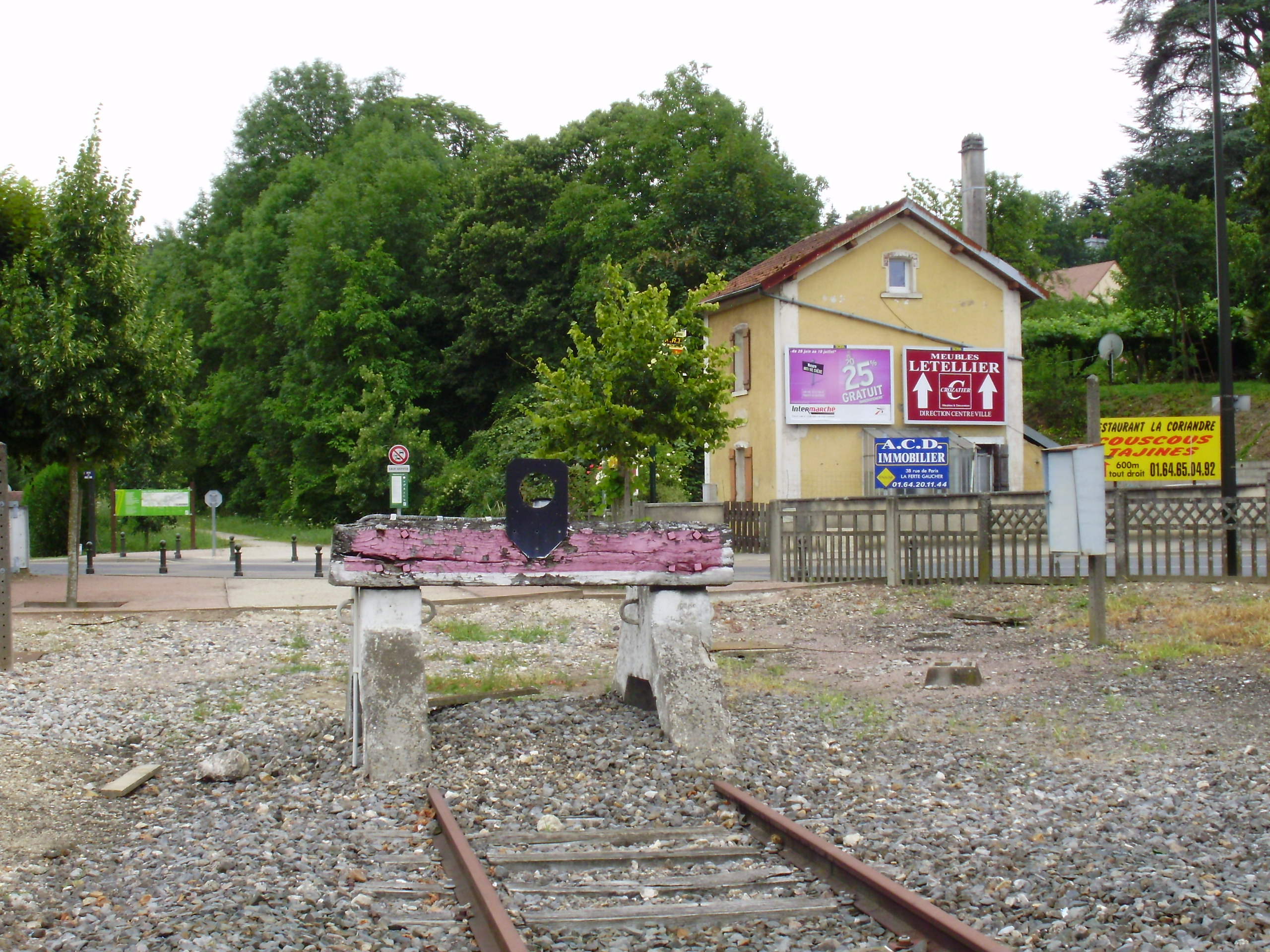
Eindpunt bij La Ferté-Gaucher
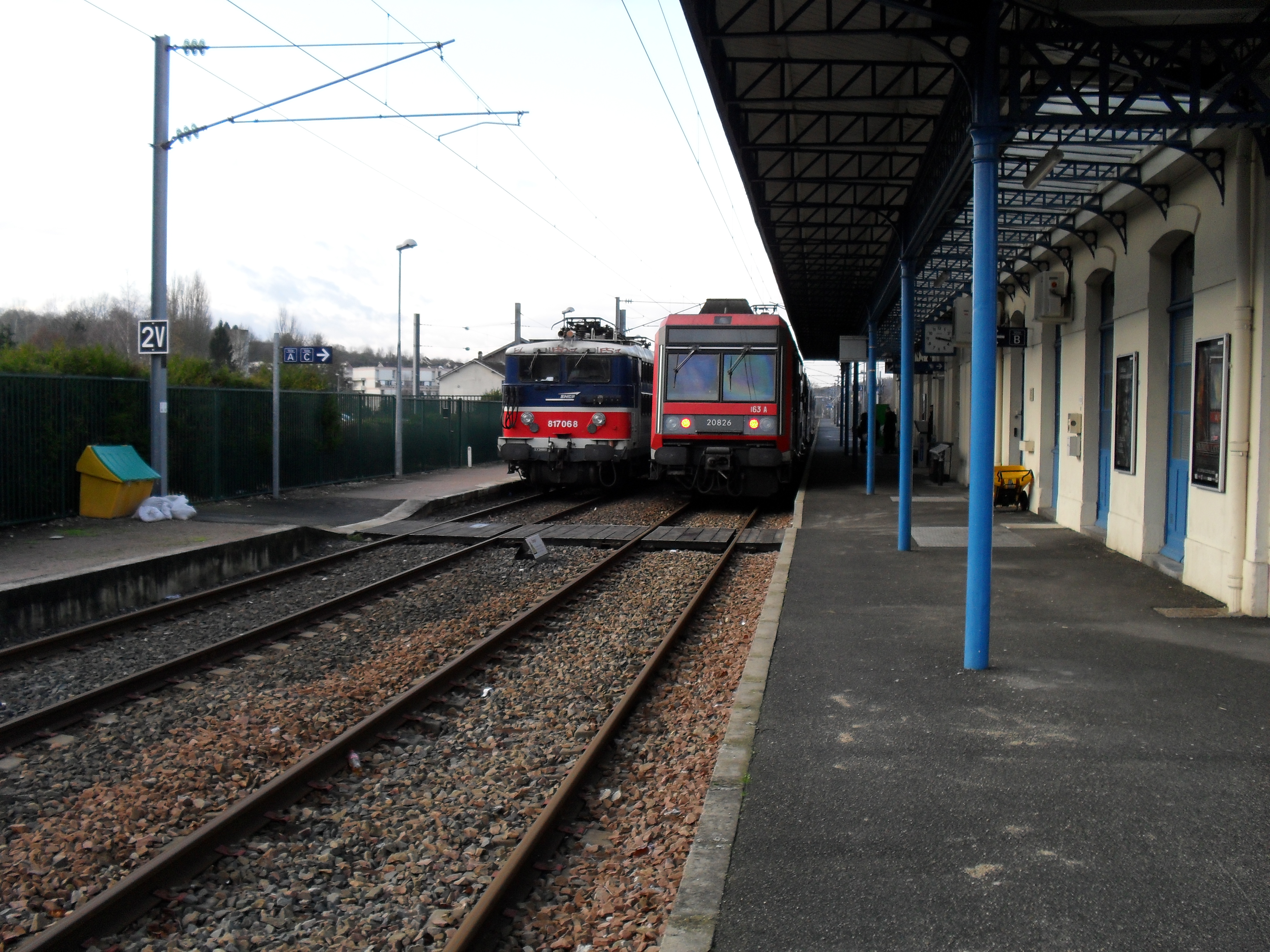
Station van Coulommiers